# Царёв, Михаил Иванович
Михаи́л Ива́нович Царёв (18 ноября [1 декабря] 1903, Тверь — 4 ноября 1987, Москва) — советский российский актёр театра и кино, театральный режиссёр, мастер художественного слова (чтец), общественный деятель. Герой Социалистического Труда (1973). Народный артист СССР (1949). Лауреат Сталинской премии II степени (1947), Государственной премии СССР (1969]) и Государственной премии РСФСР им. К. С. Станиславского (1977).

## Биография
Михаил Царёв родился в Твери в семье Ивана Изотовича, железнодорожного фельдшера, и Марии Петровны Царёвых; был младшим ребёнком в семье: родители, кроме Михаила, имели двоих сыновей и дочь.
В 1908 году семья переехала из Твери в Ревель, что было связано с новым служебным назначением отца.
Ещё в гимназические годы летом Михаил работал в вагонных ремонтных мастерских. По его воспоминаниям, вопреки тому, что вырос он посреди железной дороги, его никогда не тянуло к технике, — в Ревельской Николаевской гимназии (1912—1917) он предпочитал русский и иностранный языки, историю и географию.
В первом классе гимназии русский язык преподавал нелюдимый преподаватель по фамилии Тюленев. Уроки он вёл отстранённо, словно его это не касается. Как-то Тюленев задал выучить наизусть отрывок из поэмы Н. А. Некрасова. Когда настала очередь М. Царёва читать отрывок наизусть, обычно молчавший учитель нарушил молчание и произнёс:

«После того, как ты скажешь „гляжу“, — погляди в окно, и когда ты там как бы увидишь, что поднимается медленно в гору лошадка, вот тогда и скажи».

В тот день за рассказанный отрывок Михаил получил «пять с плюсом» и запомнил совет учителя. Позже осознал, что это был его первый урок по системе Станиславского.
В 1917 году с родителями был эвакуирован под Петроград, в Царское Село, где продолжил учёбу в престижной Царскосельской гимназии.
Учился в 1919—1921 годах в Школе русской драмы при Александринском театре в Петрограде у Ю. М. Юрьева. Будучи студентом, в 1920 год вступил в труппу Большого драматического театра. В 1923—1924 годах — актёр Василеостровского театра.
В 1924—1926 годах работал в Москве, где играл в театре «Комедия» (бывшем театре Корша). В 1926—1931 годах работал в Махачкалинском городском театре (1926—1927), Казанском театре русской драмы (1927—1928), драматических театрах Симферополя (Крымский драматический театр), Севастополя, Ялты (1928—1931). В 1931—1933 годах — актёр Ленинградского театра драмы им. А. С. Пушкина (ныне Александринский театр).
В 1934—1937 годах работал в ГосТиМе у Вс. Э. Мейерхольда в Москве, запомнился ролями Армана Дюваля в «Даме с камелиями» А. Дюма-сына и Чацкого в «Горе от ума» А. С. Грибоедова. По словам самого актёра, с тех пор он «всю жизнь играл Чацкого».
В 1937 году перешёл в Малый театр. С 1950 по 1963 и с 1970 по 1985 год был его директором, а с 1985 года — художественным руководителем.
Одновременно выступал и как чтец с концертными программами, читал произведения А. С. Пушкина, М. Ю. Лермонтова, Ф. И. Тютчева, С. А. Есенина и др.
В своём творчестве следовал традициям героико-романтического направления в русском театре. Воплощал на сцене мужество, силу, искренность, красоту и простоту своих героев.
В 1932 году дебютировал в кинематографе, но оставался актёром преимущественно театральным.
В 1935—1937 годах вёл преподавательскую работу в школе при Театре им. Вс. Мейерхольда, с 1941 — в Высшем театральном училище им. М. С. Щепкина (профессор с 1962). Среди его учеников: В. Г. Богин, О. Г. Царёв, С. И. Жолобов, А. О. Малов, И. А. Марычев, Л. С. Селютина, Е. К. Глушенко, Е. В. Санаева, Д. В. Харатьян.
В 1964—1986 годах — председатель Правления Всероссийского театрального общества. С 1959 года — Президент советского Национального центра Международного института театра. С 1986 года — почётный член Правления Союза театральных деятелей СССР и Союза театральных деятелей РСФСР.
Член ВКП(б) с [1949 года.

Могила на Ваганьковском кладбище

Умер Михаил Иванович Царёв 4 ноября 1987 года в Москве (по другим источникам — 10 ноября). Похоронен на Ваганьковском кладбище (12 уч.).

### Семья
- Жена — Варвара Григорьевна Царёва (1916—2012)
- Дочь — Екатерина Михайловна Царёва (род. 1936), музыковед, педагог, доктор искусствоведения, профессор. Заслуженный деятель искусств РФ.

## Звания и награды
- Герой Социалистического Труда (1973)[2]
- Заслуженный артист РСФСР (1942)
- Народный артист СССР (1949)[2]
- Сталинская премия второй степени ([1947) — за исполнение роли капитан-лейтенанта Боровского в спектакле «За тех, кто в море!» Б. А. Лавренёва
- Государственная премия СССР (1969) — за исполнение роли Вожака в спектакле «Оптимистическая трагедия» В. В. Вишневского и главной роли в спектакле «Старик» М. Горького
- Государственная премия РСФСР имени К. С. Станиславского (1977) — за исполнение роли Павла Афанасьевича Фамусова в спектакле «Горе от ума» А. С. Грибоедова
- Три ордена Ленина (в том числе 1964, 1973)
- Два ордена Трудового Красного Знамени (1949, 1953)[7]
- Орден Октябрьской Революции (1983)
- Медаль «За доблестный труд в Великой Отечественной войне 1941—1945 гг.»
- Медаль «В память 800-летия Москвы»

## Творчество

### Роли в театре
- 1926 — «Дети Ванюшина» С. А. Найдёнова — Алёша
- 1932 — «Пожарский» М. В. Крюковского — Фердинанд, князь Пожарский
- 1934 — «Дама с камелиями» А. Дюма-сына — Арман Дюваль[15]

#### Малый театр
- 1938 — «Горе от ума» А. С. Грибоедова. Режиссёр: П. М. Садовский — Александр Андреевич Чацкий[16]
- 1938 — «Русский вопрос» К. М. Симонова — Смит[7]
- 1938 — «Рюи Блаз» В. Гюго — дон Сезар де Базан
- 1939 — «На всякого мудреца довольно простоты» А. Н. Островского — Егор Дмитриевич Глумов[8]
- 1939 — «Дети Ванюшина» С. А Найдёнова — Алексей
- 1939 — «Евгения Гранде» О. де Бальзака — Шарль Гранде
- 1940 — «Уриэль Акоста» К. Гуцкова — Уриэль Акоста
- 1940 — «Без вины виноватые» А. Н. Островского — Незнамов
- 1941 — «Отечественная война» И. Я. Судакова по роману Л. И. Толстого «Война и мир» — Андрей Болконский
- 1942 — «Фронт» А. Е. Корнейчука — командарм Огнев
- 1942 — «Калиновая роща» А. Е. Корнейчука — Сергей Павлович Батура
- 1945 — «Пигмалион» Б. Шоу — доктор Хиггинс
- 1946 — «За тех, кто в море!» Б. А. Лавренёва — Боровский
- 1946 — «Русский вопрос» К. М. Симонова — Гарри Смит
- 1947 — «Минувшие годы» Н. Ф. Погодина — Черемисов
- 1947 — «Доходное место» А. Н. Островского — Жадов
- 1948 — «Рюи Блаз» В. Гюго — Дон Сезар де Базан
- 1948 — «Заговор обречённых» Н. Е. Вирты — Макс Вента
- 1949 — «Наш современник» («А. С. Пушкин») К. Г. Паустовского — А. С. Пушкин
- 1949 — «Калиновая роща» А. Е. Корнейчука — Батура
- 1951 — «Живой труп» Л. Н. Толстого — Фёдор Васильевич Протасов[17]
- 1953 — «Шакалы» А. М. Якобсона — О` Коннел
- 1953 — «Эмилия Галотти» Г. Лессинга — Гонзага
- 1954 — «Крылья» А. Е. Корнейчука — Пётр Александрович Ромодан
- 1955 — «Макбет» У. Шекспира — Макбет
- 1957 — «Село Степанчиково и его обитатели» по Ф. М. Достоевскому — Егор Ильич Ростанёв
- 1960 — «Иванов» А. П. Чехова — Иванов
- 1962 — «Маскарад» М. Ю. Лермонтова — Евгений Александрович Арбенин
- 1963 — «Горе от ума» А. С. Грибоедова — Павел Афанасьевич Фамусов
- 1963 — «Луна зашла» Дж. Стейнбека — Мэр Оурден
- 1963 — «Нас где-то ждут» А. Н. Арбузова — Юлий Константинович
- 1966 — «Оптимистическая трагедия» Вс. В. Вишневского — Вожак
- 1967 — «Старик» М. Горького — Мастаков
- 1968 — «Старик» М. Горького — Старик
- 1969 — «Признание» С. А. Дангулова — Илья Репин
- 1972 — «Перед заходом солнца» Г. Гауптмана — Маттиас Клаузен
- 1975 — «Горе от ума» А. С. Грибоедова — Фамусов
- 1977 — «Заговор Фиеско в Генуе» Ф. Шиллера — Веррина
- 1979 — «Король Лир» У. Шекспира. Режиссёр: Л. Е. Хейфец — Лир[18]
- 1983 — «Дети Ванюшина» С. А. Найдёнова — Ванюшин
- 1986 — «Человек, который смеётся» по В. Гюго — Урсус

### Постановки в театре
- 1942 — «Осада мельницы» по Э. Золя (совместно с Е. П. Велиховым)
- 1964 — «Светит, да не греет» А. Н. Островского и Н. Я. Соловьёва

### Фильмография
- 1932 — Первый взвод — поручик Керенко
- 1932 — Победители ночи
- 1933 — Гроза — Борис Григорьевич, племянник Дикого
- 1934 — Дважды рождённый — Бровко
- 1936 — Гобсек — старый шарманщик
- 1937 — Остров сокровищ — доктор Ливси
- 1942 — Концерт фронту (фильм-концерт) — чтец (стихотворение К. Симонова «Убей его»)
- 1958 — Поэма о море — Аристархов

### Телеспектакли
- 1952 — Горе от ума — Александр Андреевич Чацкий
- 1952 — На всякого мудреца довольно простоты — Егор Дмитрич Глумов
- 1956 — Крылья — Ромодан
- 1957 — Пигмалион — Генри Хиггинс
- 1974 — Дом Островского — царь Берендей
- 1974 — Перед заходом солнца — Маттиас Клаузен
- 1974 — Старик — старик
- 1976 — Признание — Илья Алексеевич Репнин
- 1977 — Горе от ума — Павел Афанасьевич Фамусов
- 1977 — Оптимистическая трагедия — Вожак
- 1980 — Заговор Фиеско в Генуе — Верина
- 1981 — Доходное место — Аристарх Владимирович Вышневский
- 1982 — Дети Ванюшина — Александр Егорович Ванюшин
- 1982 — Король Лир — король Лир

### Озвучивание
- 1940 — Гибель поэта (документальный) — стихи за кадром
- 1951 — Сказка о мёртвой царевне и о семи богатырях — 6-й богатырь
- 1973 — Детство Ратибора — читает эпиграф в начале мультфильма (не указан в титрах)
- 1980 — 1986 — цикл из 25 фильмов «Эрмитаж» режиссёра В. Венедиктова
- 1986 — Геракл у Адмета — от автора

### Режиссёр телефильмов
- 1972 — Светит, да не греет (совм. с В. Рыжковым)
- 1974 — Старик (совм. с А. Шатриным, В. Ивановым)
- 1977 — Горе от ума (совм. В. Ивановым)
- 1981 — Доходное место (совм. с В. Рыжковым)
- 1982 — Дети Ванюшина (совм. с В. Рыжковым)

### Участие в фильмах
- 1973 — Михаил Царёв (документальный)

## Сочинения
- Что такое театр. — М.: Молодая гвардия, 1960.
- Неповторимые мгновенья. — М.: Молодая гвардия, 1975.
- Мир театра — М.: Просвещение, 1987.
- Царёв М. И. Малый театр. — М.: Московский рабочий, 1976. — 128, [48] с. — 50 000 экз. (обл.)

## Память
Слева от подъезда дома в Спиридоньевском переулке, в котором он жил, установлена мемориальная доска.	

## Архив
В Российском государственном архиве литературы и искусства хранится объемный личный фонд М.И. Царёва, который насчитывает 1414 единиц хранения и охватывает период с 1882 по 1987 гг. Основную часть собрания представляют многочисленные письма и телеграммы, а также обширный комплекс материалов творческой и служебной деятельности; фотографии; около 500 рукописных текстов статей, заметок и докладов; биографические материалы; дневниковые заметки о путешествиях и многое другое.